# Storvreta
Storvreta – miejscowość (tätort) w Szwecji, w regionie administracyjnym (län) Uppsala (gmina Uppsala). 
Miejscowość położona jest w prowincji historycznej (landskap) Uppland, ok. 15 km na północ od Uppsali na lewym brzegu rzeki Fyrisån. Przez Storvreta przebiega linia kolejowa Gävle – Uppsala. Ruch pasażerski obsługiwany jest przez Upptåget. Na zachód od miejscowości przebiega droga E4. Storvreta zaliczana jest do przedmieść (förort) Uppsali.
W Storvreta ma swoją siedzibę klub innebandy Storvreta IBK. 
W 2010 r. Storvreta liczyła 6347 mieszkańców.